# 白穗軟珊瑚
白穗軟珊瑚（学名：Nephthea chabrolii）为穗珊瑚科穗軟珊瑚屬下的一个种。